# Patrick Nisbet, Lord Eastbank
Pour les articles homonymes, voir Nisbet.
Patrick Nisbet, Lord Eastbank, né en 1565 et mort en 1648, est un propriétaire foncier écossais du XVIIe siècle, juge et Senator of the College of Justice (en).

## Biographie
Patrick Nisbet est le fils d'Henry Nisbet (en) de Dean Lord-prévôt d'Édimbourg en 1597, et de son épouse, Jonet Bannatyne. Il est donc vraisemblablement né à Dean House, juste à l'ouest d'Édimbourg.
Il suit une formation d'avocat et exerce comme tel à Édimbourg. En 1613, il achète un immeuble sur le Royal Mile à son demi-frère, James Nisbet, un bourgeois de la ville. Il possède un domaine à Eastbank (lieu inconnu) et également Dryden House près de Pathhead à Midlothian.
En novembre 1636, il est élu sénateur du Collège de justice (Lord of Session) en remplacement de Lord Newhall, décédé.
Il est anobli en 1638 par le marquis de Hamilton. Il est contraint de démissionner de son poste de sénateur (avec trois autres) en 1641 pour des crimes dont ils sont accusés.
Il rédige un testament en 1647 et serait décédé le 4 janvier 1648. Il n'existe aucune trace précise de son lieu de sépulture, mais il est probable qu'il soit enterré avec ses parents et ses grands-parents dans la crypte de l' église St Cuthbert, à Édimbourg .
Son lieu de naissance, Dean House, est démoli en 1842 pour créer le cimetière de Dean.

### Famille
Il épouse Jean Arthur en juin 1608. Le couple a quatre enfants dont John Nisbet, Lord Dirleton.
Son frère aîné William Nisbet of Dean est Lord Prévôt d'Édimbourg en 1616. Son autre frère est James Nisbet de Restalrig.